# Tsjechische Badmintonbond
De Tsjechische Badmintonbond (lokaal: Ceský Badmintonový Svaz) is de nationale badmintonbond van Tsjechië.
De huidige president van de Tsjechische bond is Zdenek Musil. Hij is de president van een bond met 5.097 leden, die verdeeld zijn over 130 verschillende badmintonclubs. De bond is sinds 1993 aangesloten bij de Europese Bond.

## Toernooien
De CBS is verantwoordelijk voor de organisatie van verschillende toernooien door Tsjechië heen, ook zijn zij mede verantwoordelijk voor de organisatie van een internationaal toernooi in Tsjechië. De toernooien die door de bond georganiseerd worden zijn:
- Grand Prix van Pilsen
- Nationale kampioenschappen
- Nationaal kampioenschap gehandicapten